# الحدود الليبية النيجرية

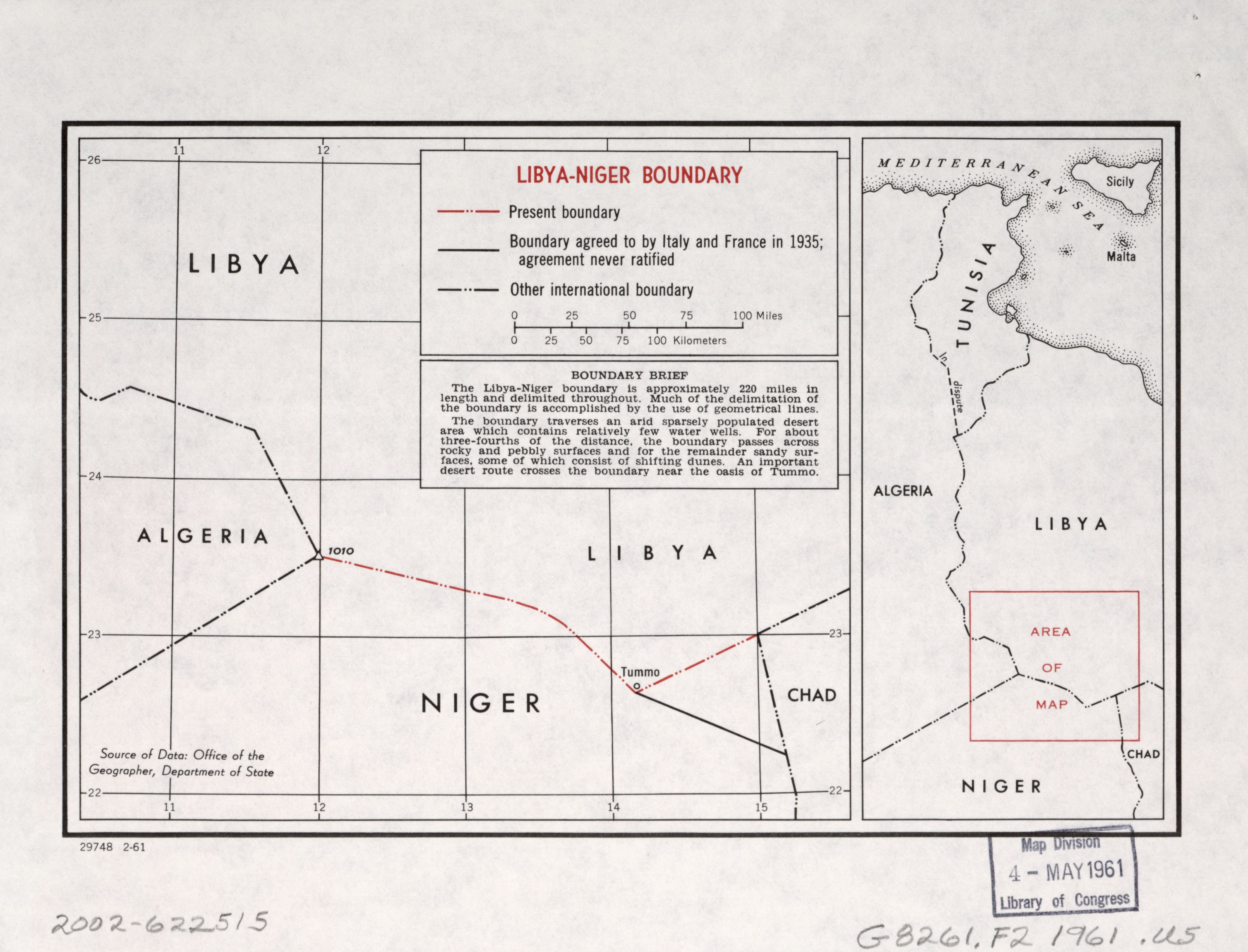
خريطة الحدود بين ليبيا والنيجر

الحدود الليبية النيجرية التي يبلغ طولها 342 كيلومتر (213 ميل) وتمتد من النقطة الثلاثية مع الجزائر في الغرب إلى النقطة الثلاثية مع تشاد في الشرق.

## الوصف
تبدأ الحدود من الغرب عند النقطة الثلاثية الجزائرية إلى الشمال مباشرة من ممر السلفادور. ثم تواصل في اتجاهات جنوبية شرقية، وتتجه أكثر نحو الجنوب نزولاً إلى تومو، ومن ثم تنحرف بشدة نحو الشمال الشرقي وصولاً إلى النقطة الثلاثية التشادية. تمتد الحدود عبر الصحراء الكبرى.

## التاريخ
شهدت ثمانينيات القرن التاسع عشر منافسة شديدة بين القوى الأوروبية على مناطق في إفريقيا، وهي عملية عُرفت باسم التدافع على إفريقيا. وبلغت العملية ذروتها في مؤتمر برلين عام 1884، حيث اتفقت الدول الأوروبية المعنية على مطالبها الإقليمية وقواعد الاشتباكات في المستقبل. نتيجة لهذا سيطرت فرنسا على الوادي العلوي لنهر النيجر (ما يعادل تقريبًا مناطق مالي والنيجر الحديثة). احتلت فرنسا هذه المنطقة عام 1900، معلنة أنها منطقة عسكرية للنيجر، وحكمتها من زندر. تم تضمين النيجر في الأصل، إلى جانب مالي الحديثة وبوركينا فاسو، ضمن مستعمرة السنغال العليا والنيجر، ومع ذلك تم تقسيمها في عام 1911 وأصبحت مستعمرة من غرب إفريقيا الفرنسية.
في غضون ذلك، سعت إيطاليا، التي كانت ترغب في الحصول على أرض في منطقة ليبيا الحديثة، إلى محاكاة التوسع الاستعماري للقوى الأوروبية الأخرى، وأشارت إلى اعترافها بالخط الفرنسي في 1 نوفمبر 1902. حكمت الدولة العثمانية المناطق الساحلية لما يعرف اليوم بليبيا منذ القرن السادس عشر، باسم ولاية طرابلس، مع حدود غير محددة في الجنوب. في سبتمبر 1911، غزت إيطاليا طرابلس، ووقعت معاهدة أوشي في العام التالي، حيث تنازل العثمانيون رسميًا عن سيادتهم على المنطقة إلى إيطاليا. نظم الإيطاليون المنطقة التي تم احتلالها حديثًا في مستعمرات برقة وطرابلس الإيطالية، وبدأوا تدريجياً في دفع حدود الأراضي إلى الجنوب؛ لاحقًا، في عام 1934، وحدوا المنطقتين تحت اسم ليبيا الإيطالية. قامت فرنسا وإيطاليا بترسيم الحدود بين الجزائر الفرنسية وليبيا الإيطالية في عام 1919، والتي غطت أيضًا الجزء الحديث من الحدود الليبية النيجرية جنوبًا حتى تومو. لا تزال التفاصيل الدقيقة لترسيم حدود القسم الشرقي من تومو إلى النقطة الثلاثية لتشاد غامضة إلى حد ما، ولكن يبدو أن خط الاتفاقية كما هو معمول به حاليًا قد تم الاتفاق عليه في وقت ما في هذه الفترة. كانت الحدود في السابق أطول مما هي عليه حاليًا، قبل نقل جبال تيبستي في 18 مارس 1931 من النيجر إلى تشاد.
خلال حملة شمال إفريقيا في الحرب العالمية الثانية هُزمت إيطاليا واحتلت قوات الحلفاء مستعمراتها الأفريقية، وانقسمت ليبيا إلى مناطق احتلال بريطاني وفرنسي. حصلت ليبيا فيما بعد على الاستقلال الكامل في 2 ديسمبر 1951. تم التوقيع على معاهدة فرنسية ليبية في 1 أغسطس 1955 والتي اعترفت بالحدود الحالية. حصلت النيجر في وقت لاحق على استقلالها عن فرنسا في 3 أغسطس 1960 وأصبحت الحدود بمثابة حدود دولية بين دولتين مستقلتين.
في السنوات الأخيرة، اكتسبت المنطقة الحدودية تركيزًا متجددًا، بسبب زيادة أعداد المهاجرين الأفارقة الذين يعبرونها سعياً للوصول إلى أوروبا. وبدأت فرنسا في المساعدة في حفظ الأمن على الحدود في السنوات الأخيرة نظرا لانعدام الأمن هناك، انطلاقا من قاعدة ماداما العسكرية في شمال النيجر، على بعد 62 ميل (100 كـم) جنوبي الحدود الليبية.

## المعابر الحدودية
المعبر الحدودي الرئيسي يقع في تومو، ليبيا.